# Meranoplus astericus
Meranoplus astericus är en myrart som beskrevs av Horace Donisthorpe 1947. Meranoplus astericus ingår i släktet Meranoplus och familjen myror. Inga underarter finns listade i Catalogue of Life.

## Bildgalleri

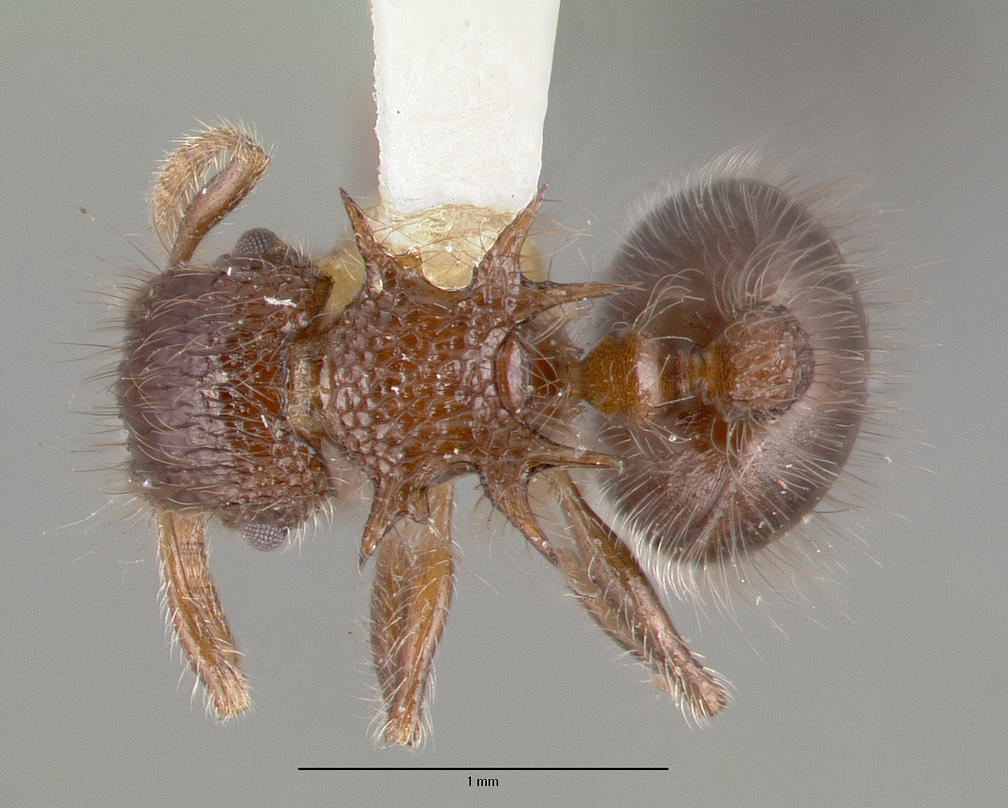
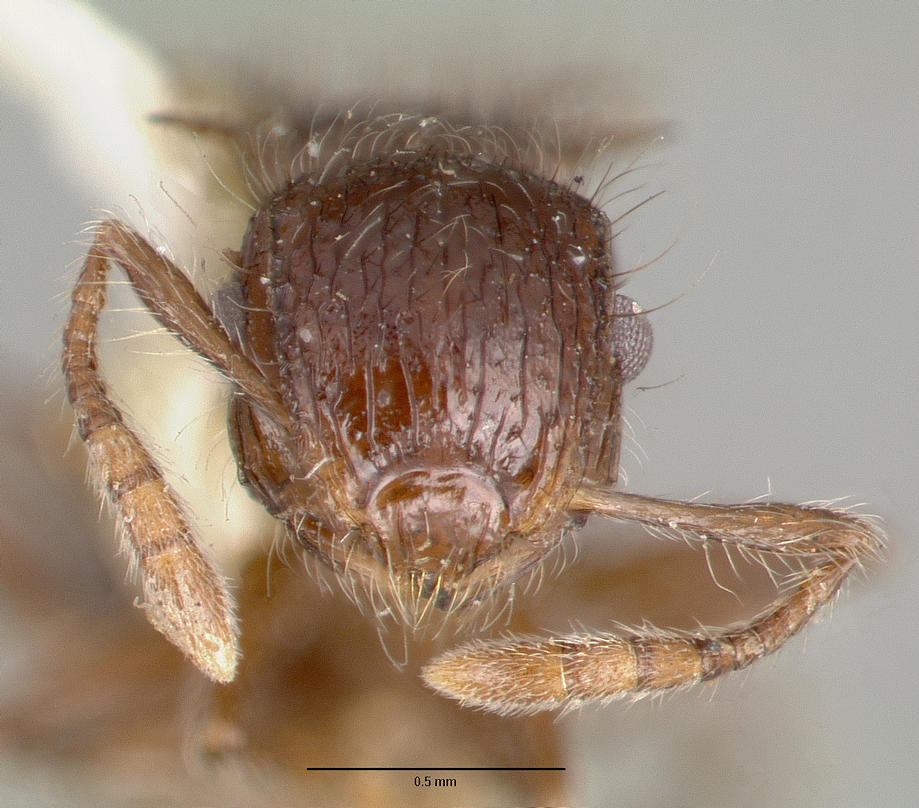
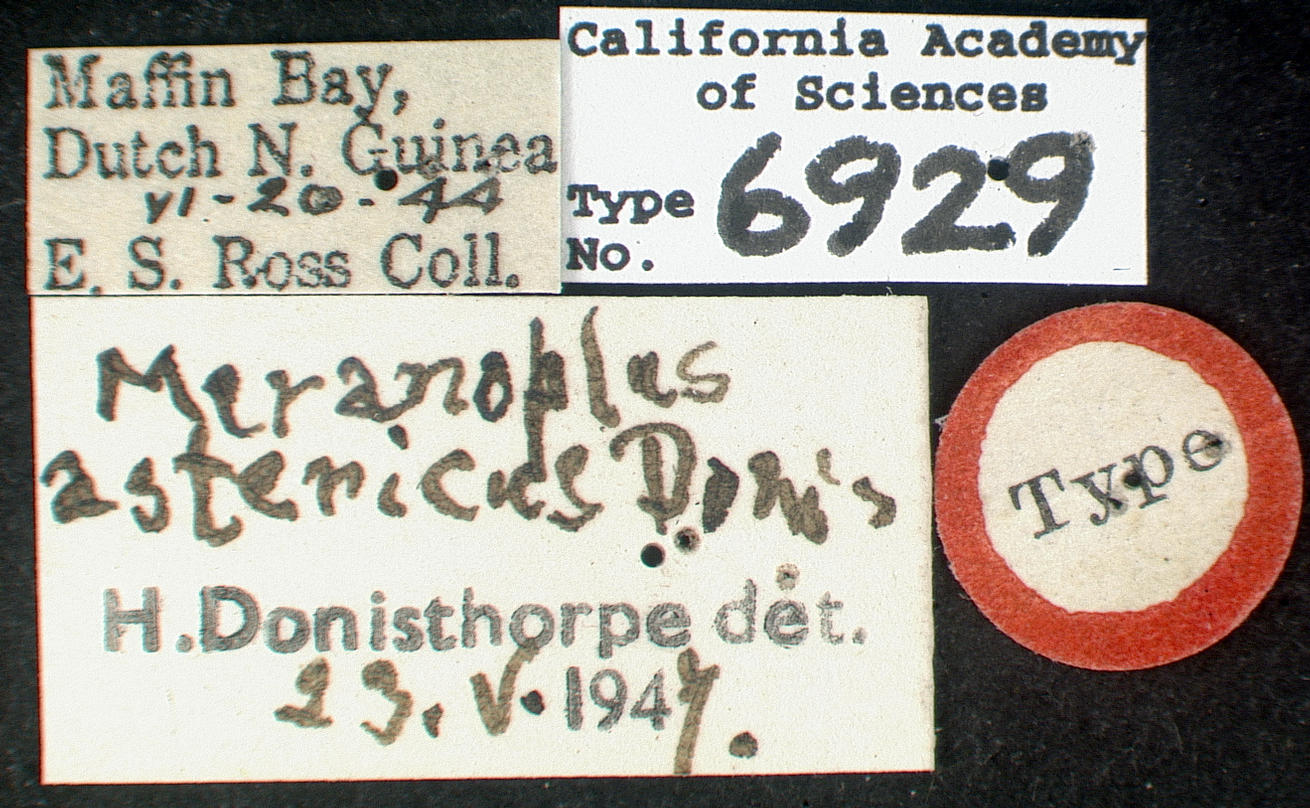
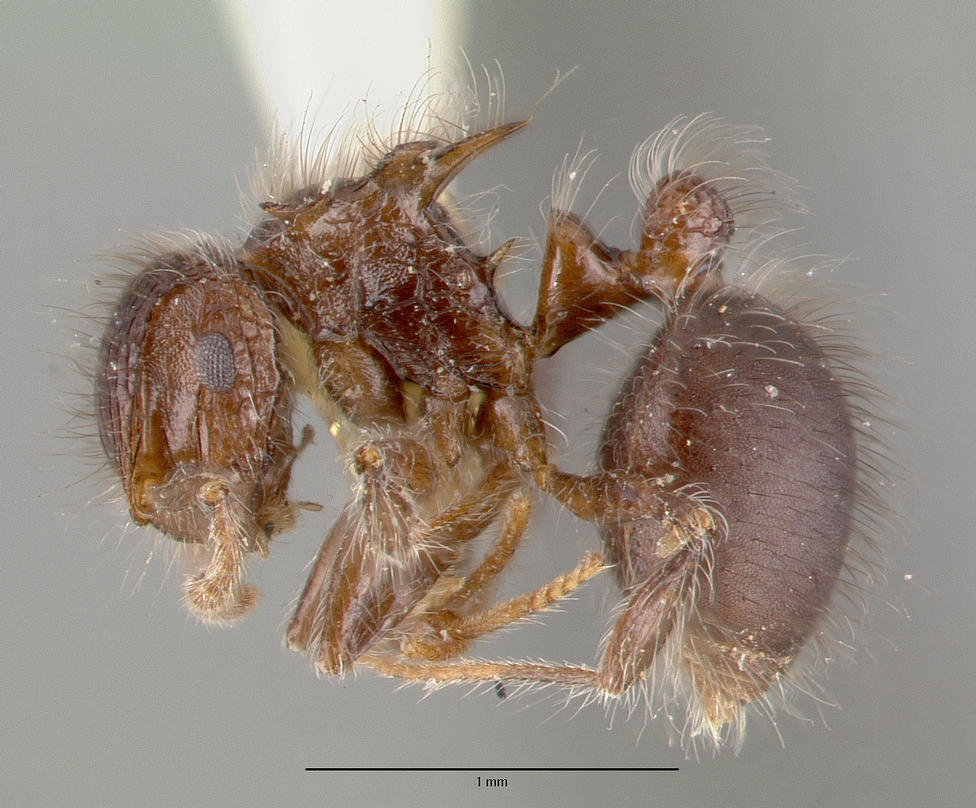